# 沃爾斯 (密西西比州)
沃爾斯（英語：Walls）是位於美國密西西比州德索托縣的城鎮。

## 人口
根據2020年美國人口普查的數據，沃爾斯的面積為30.98平方千米，當中陸地面積為30.66平方千米，而水域面積為0.32平方千米。當地共有人口1351人，而人口密度為每平方千米44人。